# Mjøsa
Mjøsa je največje norveško jezero, pa tudi eno najglobljih jezer na Norveškem in v Evropi. Je četrto najgloblje jezero na Norveškem. Leži v južnem delu Norveške, približno 100 kilometrov severno od mesta Oslo. Njegov glavni pritok je reka Gudbrandsdalslågen, ki priteka s severa in predstavlja približno 85 % celotne oskrbe Mjøsa, medtem ko preostanek prihaja iz več rek različnih velikosti. Edina reka, ki teče iz Mjøse, je Vorma, na skrajnem jugu Minnesunda. Skupna povodna površina ob iztoku je 16.568 km², povprečni odtok pa 330 m³/s. Pritoki bi teoretično potrebovali 5,6 let, da bi napolnili jezero. S povprečno globino približno 150 metrov je večina količine jezera pod morsko gladino. Povprečni odtok jezera (merjen od 1931–1982) je 316 kubičnih metrov na sekundo, kar je približno 9.959.000.000 kubičnih metrov na leto. Mjøsa vsebuje približno 56 kubičnih kilometrov vode v primerjavi s 15 kubičnimi kilometri v jezeru Røssvatnet, drugem največjem jezeru po prostornini na Norveškem.
Z nadmorsko višino približno 121 metrov globina Mjøse pomeni, da je najgloblji del kotline približno 332 metrov pod morsko gladino. To je nižje od najgloblje točke morskega zaliva Kattegat in nižje od velike večine Skagerraka ob južni obali Norveške. Mjøsa ima večjo povprečno globino kot Severno in Baltsko morje.
Thomas Robert Malthus je leta 1799 potoval po Norveški in njegovi dnevniki s potovanja vključujejo opis Mjøse. Malthus je zapisal, da se Mjøsa pojavlja kot jezero in reka, ker so obale opredeljene z gorami in kjer se dolina razširi, voda napolni prostor. Pod Minnesundom je jezero videti kot reka in se po Malthusu na zemljevidu imenuje Vorma.

## Ime
Jezero se imenuje Mjøsa (staronordijsko Mjǫrs / protonordijsko *Merso) in to ime mora biti zelo staro. Pomen je verjetno 'svetleč/sijoč'. To temelji na teoriji, da je prvi element *mer- povezan z angleško besedo mere, ki pomeni 'jasen' ali 'svetel' in -so je pripona.

## Lokacija
Od najjužnejše točke v Minnesundu v Eidsvollu do najsevernejše točke pri Lillehammerju je dolgo 117 kilometrov. Na najširšem delu, blizu mesta Hamar, je široko 15 kilometrov. Veliko je 369 kvadratnih kilometrov, njegova prostornina pa je ocenjena na 56 kubičnih kilometrov; običajno je njegova površina približno 121–123 metrov nad morsko gladino, njegova največja globina pa je 449 metrov.] Njegova skupna obala je ocenjena na 273 kilometrov, od tega je 30 % pozidanega. Jezovi, zgrajeni na pritoku Vorma v letih 1858, 1911, 1947 in 1965, so skupaj dvignili gladino za približno 3,6 metra. V 19. in 20. stoletju je bilo zabeleženih 20 poplav, ki so dodale najmanj 7 metrov gladini jezera, kar je povzročilo poplave. Več teh poplav je poplavilo mesto Hamar.
Ob obali jezera so bila ustanovljena mesta Hamar, Gjøvik in Lillehammer. Preden so mimo jezera zgradili železnico, je bilo pomembna prometna pot. Danes, razen manjšega čolnarjenja in parnika Skibladner, po jezeru ni vodnega prometa. Na večini njegovih obal prevladujejo valovite kmetijske površine, med njimi tudi nekatera najbolj rodovitnih z žitom na Norveškem. Glavna železniška proga, linija Dovre med Oslom in Trondheimom, poteka vzdolž njegove vzhodne obale in se ustavi na postajah Hamar in Lillehammer. Z juga poteka avtocesta evropske poti E6 vzdolž vzhodne obale jezera, dokler most Mjøsa ne poveže Moelv na vzhodu z Biri na zahodu.

## Mjøskastellet
Največji in edini otok v jezeru je Helgøya. Mjøsa vsebuje le majhne otočke, razen Helgøye. Najbolj zanimiv med njimi je Steinsholmen, kjer so ruševine Mjøskastellet, srednjeveške citadele iz 13. stoletja. Ustanovil jo je kralj Haakon IV. Norveški. Prvič je bila zgodovinsko omenjena v pismu iz leta 1234. Peter Andreas Blix je dokumentiral mesto in naredil risbe leta 1897. Muzej Hedmark ima prihodnji arheološki načrt za to mesto.

## Geologija
Značilno geološko območje Oslofield poteka severno do Gjøvika in Brumunddala ter vključuje dele kamninske podlage okoli Mjøse.
Geološko je Mjøsa kompleksno območje, ki ga med drugim sestavljajo permske globočnine, permski peščenjak (sparagmit), gnajs, granit, skrilavec in apnenec.
V nekaterih delih območja obstaja veliko tveganje za radon. Glavni vir je galunov skrilavec iz kamninske podlage in sipkih mas. Skrilavec je nastal v poznem kambriju in zgodnjem ordoviciju. Možni viri so tudi z uranom bogati granit in granitni gnajsi. Na nekaterih območjih na obeh straneh Mjøsa svetujejo, naj bodo »še posebej previdni«.
Mjøsa leži v dolini, ki je bila skozi več ledenih dob izkopana iz ledu. Geološki proces, ki je ustvaril podvodno dolino, je enak kot pri fjordu. Ledeniški rokav je raztrgal gmoto, pustil skalni prag in ledeno čelno delto, ki je zajezila jezero. Odlaganje morene s sprednje strani ledenika na Mjøsbreenu pred 9200 leti je oblikovalo Minnesundtrinnet, široko sprednjo delto, ki so jo oblikovale ledeniške reke. Mjøsa je poplavljena, preveč poglobljena U-dolina. Prevelika poglobitev pomeni, da je dno v notranjem delu fjorda globlje kot pri ustju. Mjøsa je tako imenovano fjordsko jezero.
Največja globina Mjøsa je 453 metrov, zunaj strmega Skreiafjellet. Dno je torej več kot 300 m pod morsko gladino. Razlog je v tem, da je jezero nastalo z ledeniško erozijo, ki je edini erozijski proces, ki omogoča, da dno ostane pod morsko gladino.
Najvišja gladina morja po zadnji ledeni dobi, morska meja, je izmerjena na 192 m nadmorske višine v Minnesundu. Na severu in na območjih okoli Mjøse, ki ležijo pod izračunano morsko mejo, je »malo ali nič vpliva morja«. Ledena fronta je ležala pri Minnesundu in blokirala morje. Dvig je bil velik med taljenjem ledu. Ko je bazen fjorda ostal brez ledu, se je kopno tako dvignilo, da je bila morska obala nižja od Mjøsa. Za območje od Minnesunda proti jugu do morja je značilen vpliv morja na območja pod morsko mejo. Južno od Minnesunda je ležal tako imenovan Romeriksfjorden, morje pa se je raztezalo do Mjøsbreena južno od Mjøsa in do severnega konca jezera Hurdalsjøen.
Malo severno od Minnesunda so rudniki smaragdov, ki so delovali nekaj let okoli leta 1900.

## Živalstvo
Mjøsa je dom največjega norveškega ribolova v celinskih vodah in je tudi eno jezer v državi, ki je najbolj bogato z vrstami. Jezero Mjøsa ima 20 vrst rib. Med najpogostejšimi so ščuke, navadni ostriž (Perca fluviatilis), rdečeoka, lipan in potočna postrv (Salmo trutta), ki lahko doseže težo več kot 20 kilogramov. Druga pogosta vrsta je evropski snetec (Osmerus eperlanus), ki je najpomembnejša riba vaba za plenilce. Zgodovinsko najbolj gospodarsko pomembna vrsta je mala ozimica (Coregonus albula).
Vsako jesen ob severnih delih jezera poteka ulov sleda, vsako sezono se ga v organizirani ribolov ulovi 150–200 ton. Ribolov snetca je bil omenjen že leta 1462.
V Mjøsi je veliko vrst planktonskih rakov. Pogoste vrste so skakalni raki Eudiaptomus gracilis, Limnocalanus macrurus, ciklopidni skakalni raki Cyclops lacustris, Thermocyclops oithonoides in Mesocyclops leuckarti ter vodne bolhe Daphnia galeata, Daphnia cristata, Bosmina longispina, Holopedium gibberum (meduze), Leptodora kindtii in Polyphemus pediculus.

## Vir pitne vode
Več občinskih in mestnih območij uporablja jezero kot vir pitne vode.
- Hamar / Ottestad – Hias IKS je odgovoren za vodovode in čistilne naprave v občinah Hamar, Stange in Løten.[9]
- Lillehammer – Upravlja vodovod v Korgenu. Podpisane so bile pogodbe za gradnjo novega protipoplavnega vodovoda v Hovemoenu.
- Gjøvik – ČN poteka od Rambekk Renseanlegg
- Østre Toten – Kapp / Skreia
- Brumunddal – Biri / Moelv

- Pogled na jezero iz pristanišča v Hamarju
- Geiteryggen, ki gleda južno od Hamarja
- Mjøsa iz Hamarja
- Parnik Skibladner na jezeru Mjøsa
- Steinholmen ob jezeru Mjøsa